# 簡雍
簡 雍（かん よう）は、中国後漢末期の政治家。字は憲和。幽州涿郡（河北省涿州市）の人。祖先は耿純、同族に耿武。

## 生涯
元の本姓は“耿”だったが、幽州では“簡”と発音されていたので、改姓した。
同郷出身の劉備とは、若い頃からの旧知の仲であった。黄巾の乱が発生すると、劉備・関羽・張飛・田豫らと共に義勇軍を結成し校尉の鄒靖に従って戦った。その後も常に劉備に随伴して共に各地を転々とした。劉備が荊州に入ると孫乾・糜竺と共に従事中郎となり、話し相手になったり使者を務めたりした。
劉備が益州に入ると、劉璋にその人柄を愛された。劉備と劉璋が対立すると、成都で抵抗する劉璋への降伏勧告の使者となった。劉璋は説得に応じ、簡雍と同じ輿に乗り城を出て、劉備に臣従した。
益州平定後は昭徳将軍に任命され、糜竺の次で孫乾と並ぶ待遇を受けた（「孫乾伝」）。
以降の事績は不明で、建安24年（219年）に劉備を漢中王へ推挙した群臣や、章武元年（221年）に劉備を皇帝へ推戴した群臣の中にも簡雍の名は見えない。

## 人物
簡雍は大らかで非常に落ち着いた性格であった。また傲慢な性格でもあり、劉備の前であってもだらしない振る舞いを止めなかった。諸葛亮らに対しても全く遠慮せず、自分だけ長椅子の上で寝そべったまま談笑することもあった。
旱魃で禁酒令が出ていた際、酒造道具を持っていたというだけで逮捕された者がいた。ある日、簡雍が劉備と共に市街を歩いていた時、簡雍は道行く男女を見て「あの二人は淫行の罪を犯そうとしているのに、何故捕らえないのですか」と尋ねた。劉備が「何故それがわかるのか」と尋ねると、簡雍は「あの者たちは淫行の道具を持っていますから」と答えた。劉備は大笑いし、酒造道具の所有者を赦すことにしたという。

## 三国志演義
小説『三国志演義』でも、劉備配下の文官の一人として登場し、彼の旗揚げから行動を共にする。長坂の戦いでは曹操軍の追撃による混乱の中で負傷し、動けなくなっているところを趙雲に発見され、命を取り留めている。また、劉璋の元へ降伏勧告の使者として赴いたときには、劉璋配下の秦宓に無礼を咎められ、素直に謝罪している。

## 脚註
1. ↑  盧弼の『三国志集解』より。